# Біля моря (фільм, 2004)
«Біля моря» (англ. Beyond the Sea, США, Німеччина, Велика Британія, 2004) — фільм американського актора і режисера Кевіна Спейсі, заснований на біографії американського співака і музиканта Боббі Даріна.

## Зміст

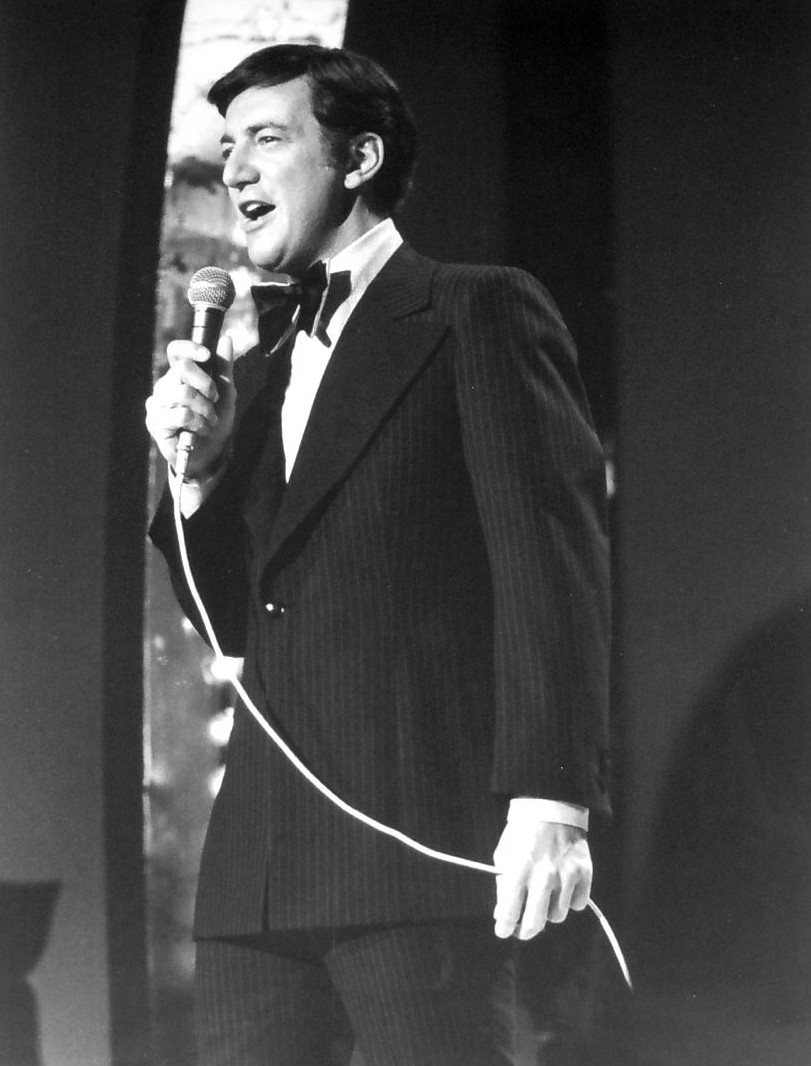
Боббі Дарін, 1972 рік

Дарін влаштовує святковий концерт, присвячений десятиріччю роботи в шоу-бізнесі. Під час підготовки до концерту він зустрічає самого себе в дитинстві. Разом вони згадують своє життя. Ці спогади включають в себе і смерть Боббі. Життя Дарина представляється глядачеві як концерт, кіно, шоу. Драматичну нитку розповіді час від часу переривається музичними вставками з піснями і танцями, характерними для мюзиклу.
У дитинстві Боббі жив у Бронксі зі своєю сестрою Ніною, її чоловіком і зі своєю мамою. Лікарі виносять йому смертний вирок: смертельна хвороба не дозволить Боббі дожити навіть до п'ятнадцяти років. Мати хлопчика Поллі Кассотто (Кассотто — справжнє прізвище Дарина), купує йому піаніно і вчить співати, танцювати і грати на музичних інструментах. Вона оточує Боббі людьми, які будуть супроводжувати і допомагати йому все життя: Стів «Бум-Бум» Бланер — менеджер, Давид Гершензон — агент по зв'язках з громадськістю, Дік Берк і Чарлі Кассотто «Мафіа» — чоловік сестри Дарина.
Боббі починає грати в дрібних клубах і забігайлівках, поки його не запрошують на телебачення. Дарін записує свій перший хіт і стає кумиром підлітків. Але це не влаштовує Боббі, він хоче більшого: записати альбом для більш дорослої аудиторії. І тут йому супроводжує успіх. У цей час помирає його мати.
Наступний крок на шляху до вершини — кіно. На зйомках Дарін зустрічає молоденьку актрису Сандру Ді. Боббі відразу вирішує, що ця дівчина буде його дружиною. Йому доводиться подолати холодність Сандри і опір її матері, але він домагається свого. Бобі і Сандра одружуються, і незабаром у них народжується дитина.
Новий виток кар'єри Боббі Дарина — виступ у відомому клубі «Копакабана», про який він мріяв все життя. Незважаючи на це, він ризикує, вступаючи в полеміку з менеджером клубу, щоб той дозволив виступити чорношкірому коміку Джорджу Кірбі, і домагається свого. Боббі вирушає в турне; на цьому ґрунті у нього починаються тертя з дружиною. Дарина номінують на Оскар; програш виводить його з себе, провокуючи серйозну сварку з Сандрою.
Дарін на яке той час відходить від шоу-бізнесу і займається політикою. Його сестра, побоюючись, що якщо Боббі піде в політику, то конкуренти розкопають його темне минуле, повідомляє, що є його біологічною матір'ю. Вражений такою новиною, Дарін їде з дому і поселяється в трейлері на березі моря. Там, перетворившись на справжнього відлюдника, він пише музику кантрі. Одного разу Боббі чує по радіо, що вбили його друга Роберта Кеннеді. Тоді він повертається на сцену і виконує свої нові пісні, відмовившись від оркестру, смокінга, в окулярах і без своєї одвічної накладки для волосся. Це повний провал, його освистують.
Боббі Дарін переживає важку операцію на серце. На вечірці, присвяченій своєму поверненню, він мириться з Сандрою Ді. Боббі вирішує виступити в Лас-Вегасі; він не відмовляється від своїх нових пісень, але повертається до свого старого іміджу. Публіка захоплено зустрічає його. Дарін представляє глядачам свою матір Ніну Кассотто Мафіа. З концерту його відвозить швидка допомога.
Це був останній концерт Боббі Дарина. Гасне світло, він йде назавжди. Хоча ні, йде Боббі Кассотто, а Боббі Дарін залишається.
Залишається назавжди у своїй музиці.

## У ролях
- Кевін Спейсі — Боббі Дарін
- Кейт Босворт — Сандра Ді:
- Джон Гудмен — Стів Бланер
- Боб Госкінс — Чарлі Кассотто Мафіа
- Бренда Блетін — Поллі Кассотто
- Грета Скаккі — Мері Дюван
- Керолайн Аарон — Ніна Кассотто Мафіа

## Цікаві факти
- Кевін Спейсі сам виконує пісні Боббі Дарина у фільмі.